# Maja Savić (pallamanista)
Maja Savić (Ivangrad, 29 aprile 1976) è una pallamanista montenegrina.
Con la maglia della nazionale montenegrina ha vinto l'argento olimpico ai Giochi di Londra 2012.

## Palmarès

### Club
- EHF Champions League: 3

Slagelse: 2004-2005, 2006-2007
Budućnost Podgorica: 2011-2012
- Coppa delle Coppe: 1

FC Copenaghen: 2008-2009
- Campionato regionale dei Balcani: 1

Budućnost Podgorica: 2012
- Campionato jugoslavo/serbo-montenegrino: 10

Budućnost Podgorica: 1993-1994, 1994-1995, 1996-1997, 1997-1998, 1998-1999, 1999-2000, 2000-2001, 2001-2002, 2002-2003, 2003-2004
- Coppa di Jugoslavia/Serbia e Montenegro: 6

Budućnost Podgorica: 1994-1995, 1996-1997, 1997-1998,, 1999-2000, 2000-2001, 2001-2002
- Campionato danese: 2

Slagelse: 2005, 2007
- Coppa di Danimarca: 1

FC Copenaghen: 2010
- Campionato montenegrino: 1

Budućnost Podgorica: 2011-2012
- Coppa di Montenegro: 1

Budućnost Podgorica: 2011-2012

### Nazionale
- Argento olimpico: 1

Londra 2012
- Campionato mondiale

 Bronzo: Italia 2001 (con la Jugoslavia)

### Individuale
- Migliore ala sinistra al Campionato mondiale: 1

Italia 2001
- Migliore ala sinistra dell'anno nel campionato danese: 1

2006